# San Francesco della Vigna
San Francesco della Vigna är en kyrkobyggnad i Venedig, helgad åt den helige Franciskus i Venedig. Kyrkan, som tillhör franciskanorden, påbörjades av Jacopo Sansovino 1534. Fasaden är ritad av Andrea Palladio. I interiören finns verk av bland andra Giovanni Battista Franco, Federico Zuccaro, Francesco Fontebasso och Giovanni Battista Tiepolo.
Kyrkans tillnamn ”Vigna” syftar på en vingård som låg här på medeltiden.